# Ronny Ackermann
Ronny Ackermann (Bad Salzungen, 16 maggio 1977) è un ex combinatista nordico tedesco.

## Biografia

### Gli inizi
Uno dei più grandi interpreti della disciplina, Ronny Ackermann ottiene il suo primo risultato di rilievo il 3 dicembre 1995 vincendo a Ramsau, in Austria un'individuale Gundersen valida per la Coppa del Mondo B. Il 4 febbraio 1997 a Canmore, in Canada, si aggiudica la medaglia d'argento ai Mondiali juniores nella gara a squadre. Il 28 novembre dello stesso anno esordisce in Coppa del Mondo a Rovaniemi, in Finlandia, giungendo 6º posto in una gara sprint.

### I primi successi
Il 9 dicembre 1999 a Vuokatti, sempre su nevi finlandesi, conquista il suo primo successo, di 28 complessivi, nel Circo bianco. Convocato per i Mondiali del 2001 di Lahti, ancora in Finlandia, vince la prima medaglia, un bronzo nella sprint K116/7,5 km, in una competizione internazionale non giovanile. L'anno seguente partecipa ai XIX Giochi olimpici invernali di Salt Lake City 2002, negli Stati Uniti, dove ottiene due argenti nella sprint K120/7,5 km e nella gara a squadre K90/staffetta 4x5 km.
Nella stessa stagione conquista la sua prima Coppa del Mondo assoluta, trofeo che riuscirà a bissare l'anno successivo. Nel 2003 giunge anche il primo oro ai Mondiali, nell'Edizione disputata in Val di Fiemme, in Italia, nella gara individuale K95/15 km e altre due medaglie d'argento nella sprint K120/7,5 km e nella gara a squadre K95/staffetta 4x5 km. Nella successiva edizione dei Mondiali, nel 2005, fa ancora meglio, salendo due volte sul gradino più alto del podio in entrambe le gare individuali (HS100/15 km e HS137/7,5 km) e ottenendo l'argento nella gara a squadre HS137/staffetta 4x5 km. L'anno dopo è presente ai XX Giochi olimpici invernali di Torino 2006 piazzandosi sulla piazza d'onore insieme ai compagni di nazionale nella gara a squadre KS134/staffetta 4x5 km.

### Le ultime stagioni
Anche nel 2007, ai Mondiali di Sapporo in Giappone, riesce a rimpinguare il palmarès, aggiungendo un'altra medaglia del metallo più prezioso nella gara individuale HS100/15 km e un argento nella competizione a squadre HS134/staffetta 4x5 km. Il 2008 è caratterizzato dalla conquista della terza coppa di cristallo, mentre la stagione 2008-2009 dall'ennesima medaglia, un argento nella gara a squadre HS134/staffetta 4x5 km, ai Mondiali tenutisi a Liberec, in Repubblica Ceca.
Lontano dalle gare dal gennaio 2010, annuncia il suo ritiro il 16 marzo 2011.

## Palmarès

### Olimpiadi
- 3 medaglie:
  - 3 argenti (sprint, gara a squadre a Salt Lake City 2002; gara a squadre a Torino 2006)

### Mondiali
- 10 medaglie:
  - 4 ori (individuale a Val di Fiemme 2003; individuale, sprint a Obertsdorf 2005; individuale a Sapporo 2007)
  - 5 argenti (gara a squadre, sprint a Val di Fiemme 2003; gara a squadre a Obertsdorf 2005; gara a squadre a Sapporo 2007; gara a squadre a Liberec 2009)
  - 1 bronzo (sprint a Lahti 2001)

### Mondiali juniores
- 1 medaglia:
  - 1 argento (gara a squadre a Canmore 1997)

### Coppa del Mondo
- Vincitore della Coppa del Mondo nel 2002, nel 2003 e nel 2008
- Vincitore della Coppa del Mondo di sprint nel 2002, nel 2003 e nel 2008
- 77 podi:
  - 28 vittorie
  - 25 secondi posti
  - 24 terzi posti

#### Coppa del Mondo - vittorie
| Data             | Località          | Nazione     | Trampolino                  | Spec.        |
| ---------------- | ----------------- | ----------- | --------------------------- | ------------ |
| 9 dicembre 1999  | Vuokatti          | Finlandia   | Hyppyrimäki K90             | IN NH/15 km  |
| 5 gennaio 2001   | Reit im Winkl     | Germania    | Franz Haslberger K90        | SP NH/7,5 km |
| 10 febbraio 2001 | Liberec           | Rep. Ceca   | Ještěd K120                 | IN LH/15 km  |
| 23 novembre 2001 | Kuopio            | Finlandia   | Puijo K120                  | IN LH/15 km  |
| 25 novembre 2001 | Kuopio            | Finlandia   | Puijo K120                  | SP LH/7,5 km |
| 18 dicembre 2001 | Steamboat Springs | Stati Uniti | Howelsen K114               | SP LH/7,5 km |
| 3 gennaio 2002   | Reit im Winkl     | Germania    | Franz Haslberger K90        | SP NH/7,5 km |
| 18 gennaio 2002  | Liberec           | Rep. Ceca   | Ještěd K120                 | SP LH/7,5 km |
| 15 marzo 2002    | Oslo              | Norvegia    | Holmenkollen K115           | IN LH/15 km  |
| 22 gennaio 2003  | Hakuba            | Giappone    | Hakuba K120                 | IN LH/7,5 km |
| 25 gennaio 2003  | Sapporo           | Giappone    | Ōkurayama K120              | MS LH/10 km  |
| 9 marzo 2003     | Oslo              | Norvegia    | Holmenkollen K115           | SP LH/7,5 km |
| 14 marzo 2003    | Lahti             | Finlandia   | Salpausselkä K116           | IN LH/15 km  |
| 29 novembre 2003 | Kuusamo           | Finlandia   | Rukatunturi K120            | IN LH/15 km  |
| 30 novembre 2003 | Kuusamo           | Finlandia   | Rukatunturi K120            | SP LH/7,5 km |
| 6 dicembre 2003  | Trondheim         | Norvegia    | Granåsen K120               | SP LH/7,5 km |
| 12 dicembre 2003 | Val di Fiemme     | Italia      | Giuseppe Dal Ben K95        | IN NH/15 km  |
| 30 dicembre 2003 | Oberhof           | Germania    | Hans Renner K120            | IN LH/15 km  |
| 22 febbraio 2004 | Liberec           | Rep. Ceca   | Ještěd K120                 | IN LH/15 km  |
| 29 febbraio 2004 | Oslo              | Norvegia    | Holmenkollen K115           | IN LH/15 km  |
| 27 novembre 2004 | Kuusamo           | Finlandia   | Rukatunturi HS142           | IN LH/15 km  |
| 4 dicembre 2004  | Trondheim         | Norvegia    | Granåsen HS131              | IN LH/15 km  |
| 5 dicembre 2004  | Trondheim         | Norvegia    | Granåsen HS131              | SP LH/7,5 km |
| 2 gennaio 2005   | Ruhpolding        | Germania    | Große Zirmbergschanze HS128 | SP LH/7,5 km |
| 30 novembre 2007 | Kuusamo           | Finlandia   | Rukatunturi HS142           | IN LH/15 km  |
| 12 gennaio 2008  | Val di Fiemme     | Italia      | Giuseppe Dal Ben HS134      | IN LH/15 km  |
| 20 gennaio 2008  | Klingenthal       | Germania    | Vogtland Arena HS140        | SP LH/7,5 km |
| 29 novembre 2008 | Kuusamo           | Finlandia   | Rukatunturi HS142           | IN LH/10 km  |

Legenda:

IN = individuale Gundersen

SP = sprint

MS = partenza in linea

NH = trampolino normale

LH = trampolino lungo